# Robert Harris
Robert Dennis Harris (Nottingham, 7 marzo 1957) è uno scrittore e giornalista televisivo inglese.
Nel 1992 è diventato noto per il thriller ucronico Fatherland, a cui han fatto seguito numerosi romanzi spesso adattati per lo schermo. 

## Biografia
Laureato presso il Selwyn College della Cambridge University, è stato giornalista alla BBC, e uno dei più noti commentatori del The Observer e del The Sunday Times.
È diventato famoso in tutto il mondo nel 1992 con il romanzo ucronico Fatherland, che lo ha inserito nel ristretto gruppo di autori che hanno ridefinito e ampliato i confini del thriller e da cui è stato tratto l'omonimo film nel 1994.
Il successo è stato confermato da Enigma (1996), da cui è stato tratto l'omonimo film nel 2001, Archangel (1998), da cui è stato tratto l'omonimo film nel 2005, Pompei (2003), Imperium (2006), Il ghostwriter (2007), da cui è stato tratto un film intitolato L'uomo nell'ombra, diretto da Roman Polański, uscito in Italia il 9 aprile 2010 e L'ufficiale e la spia (2013), da cui è stato tratto un film intitolato L'ufficiale e la spia, diretto da Roman Polański, uscito in Italia il 21 novembre 2019. Nel 2016 scrive il romanzo Conclave, da cui viene tratto il film omonimo nel 2024, diretto dal regista austriaco Edward Berger.
Prima di dedicarsi interamente alla narrativa ha scritto numerosi saggi, fra cui una celebre inchiesta sui falsi diari del Fuhrer, I diari di Hitler (2002). Tutte le sue opere sono edite in Italia da Mondadori. 
L'autore vive nei pressi di Hungerford, nel Berkshire in Inghilterra, con la moglie e i quattro figli. È cognato del romanziere e saggista Nick Hornby.

## Opere

### Romanzi
- Fatherland, Hutchinson, 1992, ISBN 0-09-174827-5 – da cui è stato tratto l'omonimo film TV nel 1994
- Enigma, traduzione di Roberta Rambelli, collana Omnibus, Arnoldo Mondadori Editore, 1995, p. 383, ISBN 88-04-39364-5 – da cui è stato tratto l'omonimo film nel 2001
- Archangel, 1998 – da cui è stato tratto l'omonimo film nel 2005
- Pompei (Pompeii), traduzione di Renato Pera, Omnibus, Mondadori, 2003, p. 296, ISBN 9788804496502.
- Il ghostwriter (The Ghost), traduzione di Renato Pera, Milano, Mondadori 2007 – da cui è stato tratto il film L'uomo nell'ombra nel 2010
- L'indice della paura (The Fear Index), 2011
- L'ufficiale e la spia (An Officer and a Spy), 2013 – da cui è stato tratto l'omonimo film nel 2019
- Conclave, 2016 – da cui è stato tratto l'omonimo film nel 2024
- Monaco (Munich), 2017 – da cui è stato tratto l'omonimo film nel 2021
- Il sonno del mattino (The Second Sleep), 2019
- V2, 2020
- Oblio e perdono, 2022
- Precipizio, traduzione di Annamaria Raffo, Milano, Mondadori, 2024

### Trilogia su Cicerone
- Imperium (primo volume della trilogia su Cicerone), traduzione di Renato Pera, Omnibus, Arnoldo Mondadori Editore, 2006, p. 335, ISBN 9788804560555.
- Conspirata (Lustrum) (secondo volume della trilogia su Cicerone), traduzione di Stefano Viviani, Collana Omnibus, Arnoldo Mondadori Editore, 2009, p. 442, ISBN 9788804606475.
- Dictator (terzo volume della trilogia su Cicerone), traduzione di N. Lamberti, Omnibus, Arnoldo Mondadori Editore, 13 ottobre 2015, p. 401, ISBN 9788804614951.

### Altre opere
- 1982 - A Higher Form of Killing: The Secret Story of Gas and Germ Warfare (con Jeremy Paxman)
- 1983 - Gotcha! The Government, the Media and the Falklands Crisis
- 1984 - The Making of Neil Kinnock
- 1984 - I diari di Hitler (Selling Hitler: The Story of the Hitler Diaries)
- 1990 - Good and Faithful Servant: The Unauthorized Biography of Bernard Ingham
- 1993 - A Patriot Press: National Politics and the London Press in the 1740s